# Campylopus areodictyon
Campylopus areodictyon är en bladmossart som beskrevs av Mitten 1869. Campylopus areodictyon ingår i släktet nervmossor, och familjen Dicranaceae. Inga underarter finns listade i Catalogue of Life.